# ОШ „Вук Караџић” Кнић
ОШ „Вук Караџић” Кнић је државна установа основног образовања у Книћу, основана 1842. године.
Школска зграда је саграђена 1938. године. Садашњи назив школа носи од 2003. године. Поред матичне школе у саставу су и издвојена одељења у: Бумбаревом Брду, Претокама, Пољцима, Гунцатима, Жуњама, Драгушици, Рашковићу и Вучковици.
- Споменик у школском дворишту
- Улаз у школу